# ألبرتو رويز
ألبرتو رويز (بالإسبانية: Alberto Ruiz Benito)‏ هو منافس ألعاب قوى إسباني، ولد في 22 ديسمبر 1961.

## وصلات خارجية
- ألبرتو رويز على موقع الاتحاد الدولي لألعاب القوى (الإنجليزية)
- ألبرتو رويز على موقع الاتحاد الأوروبي لألعاب القوى (الإنجليزية)
- ألبرتو رويز على موقع اللجنة الأولمبية الدولية (الإنجليزية)
- ألبرتو رويز على موقع أوليمبيديا (الإنجليزية)
- ألبرتو رويز على موقع اللجنة الأولمبية الإسبانية (الإسبانية)